# Thomas Hodges
Thomas Eric Hodges (Melbourne, 4 de julho de 1994) é um  voleibolista indoor e jogador de vôlei de praia australiano, com marca de alcance no ataque de 350 cm e 338 cm no bloqueio, medalhista de ouro no Campeonato Asiático de 2023 na China.

## Carreira
Filho de Graham e Julie Anne Hodges, com apenas 15 anos de idade estudava no Heathdale Christian College e já se destacava na prática desportiva, ao representar esta instituição, conquistou resultados no atletismo e no voleibol; também disputou competições nacionais no cross country e voleibol. No âmbito estadual competiu nas modalidades: atletismo, natação, cross country, vôlei, ciclismo e outras diversos esportes.Chegou a trainar o time de voleibol da escola dos alunos do nono ano, conciliando seus treinos e competições, o que lhe rendeu em 2010 o Prêmio Prefeito Juvenil, recebendo um valor de US$ 500 para ajudá-lo com as inscrições na competição e com os custos de competir nacionalmente.
Ingressou na Universidade de Melbourne, foi premiado como melhor jogador do time, foi capitão da seleção estadual na conquista do título de forma invicta na categoria Sub-19, eleito para seleção do campeonato, entre os sete melhores jogadores, e conquistou os títulos nacionais de 2010, 2011 e 2012.Em 2013, disputaria a edição do Campeonato Mundial de Voleibol Masculino Sub-23 de 2013 em Uberlândia, mas, não competiu por lesão.Antes disputou no vôlei de praia, o qualificatório asiático, terminando com o terceiro lugar, qualificando-se para a edição do Campeonato Mundial Sub-21 de 2013 em Umago, ambas oportunidades ao lado de Malachi Murch, e também competiu no Campeonato Mundial Sub-23 de Mysłowice  ao lado de Cole Durant e temrinaram na vigésima quinta posição.
Em 2014, foi estudar nos Estados Unidos, pela Universidade do Pacífico, representou o time de voleibol indoor, o Pacific Tigers, depois, precisou mudar de universidade, pois, a instituição cortou o programa de voleibol masculino, indo para Universidade da Califórnia em Irvine, representar o Anteaters em 2015  até 2017.
Na temporada 2017-18, atuou no clube italiano Geosat Geovertical Lagonegro da segunda divisão.Em 2018, jogou nas areias novamente, e esteve ao lado de Marcus Ferguson em sua estréia no circuito mundial, disputaram o torneio um a estrela de Satun e a etapa de Samila pelo circuito asiático.Em 2018, foi convocado para seleção australiana e disputou a Liga das Nações e do Campeonato Mundial de Voleibol Masculino de 2018. 
No período de 2018-19, jogou pelo Hypo Tirol Alpenvolleys Haching, também jogou pelo Yugra-Samotlor Nizhnevartovsk.Em 2019, também regressou ao seu país e defendeu o Canberra Heat terminando com o vice-campeonato nacional e campeão em 2022.
Em 2021, volta a competir no vôlei de praia, e passou a formar dupla com Paul Burnett no circuito australiano, obtendo o bronze na etapa de Thompson Beach e Coolangatta Beach, além dos vice-campeonatos Glenelg Beach e Manly Beach.No ano seguinte, terminou na quarta posição ao lado de Maximilian Guehrer e o terceiro lugar na etapa de Mollymook Beach, com este jogador obteve seu primeiro pódio no circuito mundial, no Future de Coolangatta; depois, competiu ao lado de Zachery Schubert obtendo o vice-campeonato no Future de Cervia e o bronze no Future de Liubliana; ainda disputaram a etapa de Kolobrzeg no circuito polonês e conquistaram o título, repetindo o feito na etapa de Matsuyama pelo circuito japonês, e também na etapa de Samila do Circuito Asiático, obtendo vice-campeonato na etapa de Bandar Abbas e o quinto lugar no Campeonato Asiático nesta mesma cidade, disputaram o Challenge de Torquay,finalizaram em quinto e no Elite 16 desta mesma cidade chegaram a medalha de prata.
Na jornada de 2023, esteve com Zachery Schubert na conquista do ouro no Challenge de Jūrmala e na edição do Campeonato Asiático de 2023 em Fuzhou;juntos disputaram a edição do Campeonato Mundial de Vôlei de Praia de 2023 nas cidades mexicanas de Tlaxcala de Xicohténcatl,  Apizaco e Huamantla terminaram em nono lugar.Ainda no circuito mundial, conquistaram o bronze no Challenge Haikou e o vice-campeonato no Challenge Nuvali.

## Títulos e resultados
- Challenge de Jūrmala do Circuito Mundial de Vôlei de Praia de 2023
- Challenge de Nuvali do Circuito Mundial de Vôlei de Praia de 2023
- Elite 16 de Torquay do Circuito Mundial de Vôlei de Praia de 2022
- Future de Cervia do Circuito Mundial de Vôlei de Praia de 2022
- Challenge de Haikou do Circuito Mundial de Vôlei de Praia de 2023
- Future de Liubliana do Circuito Mundial de Vôlei de Praia de 2022
- Future de Coolangatta do Circuito Mundial de Vôlei de Praia de 2022